# Đalovići
Đalovići este un sat din comuna Bijelo Polje, Muntenegru. Conform datelor de la recensământul din 2003, localitatea are 115 locuitori (la recensământul din 1991 erau 207 locuitori).

## Demografie
În satul Đalovići locuiesc 94 de persoane adulte, iar vârsta medie a populației este de 37,6 de ani (36,6 la bărbați și 39,0 la femei). În localitate sunt 31 de gospodării, iar numărul mediu de membri în gospodărie este de 3,71.
Populația localității este foarte eterogenă.
|  |

| Demografie | Demografie | Demografie |
| An         | Locuitori  | Locuitori  |
| ---------- | ---------- | ---------- |
|            |            |            |
|            |            |            |
|            |            |            |
|            |            |            |
| 1948       | 362        |            |
| 1953       | 410        |            |
| 1961       | 400        |            |
| 1971       | 404        |            |
| 1981       | 281        |            |
| 1991       | 207        | 207        |
| 2003       | 119        | 115        |

| \| Componența etnică conform recensământului din 2003[2] \| Componența etnică conform recensământului din 2003[2] \| Componența etnică conform recensământului din 2003[2] \| Componența etnică conform recensământului din 2003[2] \| Componența etnică conform recensământului din 2003[2] \| \| ----------------------------------------------------- \| ----------------------------------------------------- \| ----------------------------------------------------- \| ----------------------------------------------------- \| ----------------------------------------------------- \| \| \| \| \| \| \| \| Sârbi \| Sârbi \| \| 57 \| 49,56% \| \| Bosniaci \| Bosniaci \| \| 30 \| 26,08% \| \| Musulmani \| Musulmani \| \| 23 \| 20% \| \| Muntenegreni \| Muntenegreni \| \| 5 \| 4,34% \| \| necunoscută \| necunoscută \| \| 0 \| 0% \| |              |  |    |        |
| Componența etnică conform recensământului din 2003 |              |  |    |        |
| |              |  |    |        |
| Sârbi | Sârbi        |  | 57 | 49,56% |
| Bosniaci | Bosniaci     |  | 30 | 26,08% |
| Musulmani | Musulmani    |  | 23 | 20%    |
| Muntenegreni | Muntenegreni |  | 5  | 4,34%  |
| necunoscută | necunoscută  |  | 0  | 0%     |